# Aloran

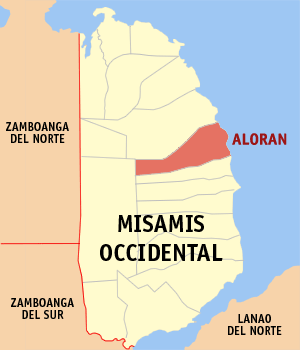
Bản đồ Misamis Occidental với vị trí của Aloran

Aloran là một đô thị hạng 4 ở tỉnh Misamis Occidental, Philippines. Theo điều tra dân số năm 2000 của Philipin, đô thị này có dân số 23.127 người trong 4.766 hộ.

## Các đơn vị hành chính
Aloran được chia ra 38 barangay.
| - Balintonga - Banisilon - Burgos - Calube - Caputol - Casusan - Conat - Culpan - Dalisay - Dullan - Ibabao - Tubod (Juan Bacayo) - Labo | - Lawa-an - Lobogon - Lumbayao - Makawa - Manamong - Matipaz - Maular - Mitazan - Mohon - Monterico - Nabuna - Palayan - Pelong | - Ospital - Roxas - San Pedro - Santa Ana - Sinampongan - Taguanao - Tawi-tawi - Toril - Tuburan - Zamora - Macubon (Sina-ad) - Tugaya |